# Master of the Rings
Master of the Rings – studyjny album zespołu Helloween.
Ta płyta to w powszechnym odczuciu wyjście Helloween z kryzysu. W zespole nastąpiły personalne zmiany, co niewątpliwie przyczyniło się do zmiany oblicza grupy, zwłaszcza, jeśli ma się w perspektywie dwa wcześniejsze albumy. I tak można usłyszeć wokalistę Andreasa Derisa oraz perkusistę Uli Kuscha. W wywiadach Michael Weikath podkreśla, że ten album jest "bardzo amerykański", zwłaszcza, jeśli chodzi o teksty i muzykę.

## Lista utworów na płycie
1. "Irritation" (Weikath) - 1:14
2. "Sole Survivor" (Weikath/Deris) - 4:33
3. "Where the Rain Grows" (Weikath/Deris) - 4:46
4. "Why?" (Deris) - 4:11
5. "Mr. Ego (Take Me Down)" (Grapow) - 7:02
6. "Perfect Gentleman" (Deris/Weikath) - 3:53
7. "The Game is On" (Weikath) - 4:40
8. "Secret Alibi" (Weikath) - 5:49
9. "Take Me Home" (Grapow) - 4:25
10. "In The Middle of a Heartbeat" (Deris/Weikath) - 4:30
11. "Still We Go" (Grapow) - 5:09
12. "Can't Fight Your Desire" (bonus na japońskim wydaniu)
13. "Grapowski's Malmsuite 1001 (in D-doll)" (bonus na japońskim wydaniu)